# Daines Barrington
Daines Barrington (1727 – 14 de març 1800) va ser un jutge i un naturalista anglès.
Estudià Dret i va ser nomenat jutge a Gal·les l'any 1757, després segon jutge de Chester. Les seves Observations on the Statutes, chiefly the more ancient, from Magna Charta to 21st James I. (1766) li van donar bona reputació entre els antiquaris i els historiadors. Va publicar una edició de l'Orosius. El seu Tracts on the Probability of reaching the North Pole (1775) (« tractat sobre la possibilitat d'arribar al Pol Nord ») van ser escrits arran del viatge del capità Constantine John Phipps, encarregat per Lord Mulgrave (1744 - 1792).
Altres escrits de Barrington van ser publicats per la Royal Society i els cercles d'antiquaris, dels quals en va ser membre. Van ser reunits en Miscellanies on various Subjects (1781). En ells va incloure Mozart i altres infants prodigi com William Crotch, Charles Wesley, Samuel Wesley i Garret Wesley, primer comte Mornington. Va escriure també sobre ornitologia, 
Experiments and Observations on the Singing of Birds i Essay on the Language of Birds
La seva correspondència amb Gilbert White va formar la base del llibre de White « The Natural History and Antiquities of Selborne ».